# نیما وارسته
نیما وارسته (زادهٔ ۱۶ بهمن ۱۳۵۷ – درگذشتهٔ ۲۹ اردیبهشت ۱۳۹۳) آهنگساز، تنظیم‌کننده و نوازندۀ اهل ایران بود. وارسته از نخستین کسانی بود که در ایران، استودیو دیجیتال به راه انداخت.

## زندگی
نیما وارسته در ۱۶ بهمن ۱۳۵۷ در تهران زاده شد. او دارای مدرک کارشناسی ارشد مهندسی مکانیک است. از هشت سالگی و به اصرار مادربزرگش به یادگیری ساز ویولن پرداخت. بعدها هم نواختن سازهایی چون پیانو، ارگ و سینث‌سایزر را فرا گرفت.

## حرفه
استودیو اولین خانه هنر، جز بهترین استودیوهای داخل کشور در زمان خود، از لحاظ کیفیت و خروجی صدا بود، که توسط وی راه اندازی شد.او جز اولین کسانی بود که در ایران استودیو دیجیتال راه انداخت. او از دوستان صمیمی بنیامین بهادری و فرید احمدی و حمید عسکری بود و آلبوم ۸۵ بنیامین را در استودیویِ خودش تنظیم کرد. پس از مرگ او، ویدئوی نوازندگی‌اش در کنسرت بنیامین بهادری رکوردار یک میلیونی دانلود در وبگاه «موسیقی ما» شد.

## سال‌های فعالیت و آثار
صدابرداری آلبوم تا بی‌نهایت… گروه آریان، ضبط آلبوم بنیامین ۸۵، میکس و مسترینگ و نوازندۀ ویولن و سینتی سایزر چند آلبوم از جمله آثار اوست.
اولین فعالیت او تنظیم تک‌آهنگی از آلبوم همشهری خوبم در سال ۷۸، با صدای ثمین وطن‌دوست بود و در سال ۱۳۸۲ به عنوان نوازندۀ ویولن، در کنسرت گروه ساعت حضور داشت.

### سال ۸۳
- کنسرت‌های منامه، دبی، برلین، کلن، هامبورگ در آذر ماه و لندن، منچستر در مهرماه با گروه آریان
- صدابردار و نوازندۀ ویولن آلبوم شروع حکایت گروه کارو
- صدابردار و نوازندۀ ویولن آلبوم بابا پولداری میثم رجب پور و فرهاد نجفی
- صدابردار آلبوم تا بی‌نهایت گروه آریان
- نوازندۀ ویولن آلبوم خونسرد مهدی مقدم

### سال ۸۴
- کنسرت‌های استکهلم، تورنتو، مونترال، ونکور در دی‌ماه با گروه آریان
- انتشار آلبوم بنیامین ۸۵

### سال ۸۵
- میکس و مسترینگ آلبوم برگرد مرتضی ساعدی
- میکس و مسترینگ و نوازنده ویولن و سینتی سایزر آلبوم جای تو خالی پیمان فلاحی
- نوازنده ویولن آلبوم باران گروه کویر
- نوازنده ویولن آلبوم خوش خیالی گروه رادیکال
- همکاری در کنسرت شهریورماه بنیامین بهادری در سوئد
- کنسرت مهدی مقدم در شیراز
- تنظیم آهنگ می‌میرم برات کامران و کامیار علامه

### سال ۸۶
- میکس و مسترینگ آلبوم دوراهی گروه۲۰
- نوازنده ویولن آلبوم سونامی مهدی مقدم
- نوازنده ویولن آلبوم تابستان ۸۶ نریمان پور
- تنظیم آهنگ این حبی از آلبوم فقط همین داود ناقور
- تنظیم تک آهنگ و نوازنده کیبورد آلبوم اما میرم شاهین ترابی
- میکس و مسترینگ آهنگ بازیچه حامد سون
- مدیر تولید و مسترینگ و تنظیم دو قطعه از آلبوم امپراتور پیام محمودیان
- تنظیم آلبوم باورم کن سهیل تهرانی
- تنظیم آهنگ منو ببخش از آلبوم ماندگار ناصر عبداللهی
- تنظیم آهنگ تعبیر از آلبوم آخر دنیا ایمان حضرتی
- تنظیم آهنگ جدایی حمید کرامتی
- کنسرت‌های کیش و تهران حمید عسکری

### سال ۸۷
- کنسرت کرمان و همدان در مهر با حمید عسکری
- میکس و مسترینگ آهنگ عید اومد گروه آریان
- میکس و مسترینگ آهنگ ای جاویدان ایران گروه آریان

### سال ۸۸
- میکس و مسترینگ آهنگ صدای پای امید گروه آریان
- کنسرت شهریار در مهر و کیش و ارومیه در آذر ماه با حمید عسکری
- تنظیم آلبوم کما ۲ حمید عسکری[۱۱]
- کنسرت تهران در آبان ماه با حمید عسکری
- مصاحبه با مجله ترانه ماه
- مصاحبه با مجله اتفاق نو
- کنسرت ۱۹ آذر فرهاد جواهر کلام در تهران
- تنظیم آلبوم زیر بارون سهراب پاکزاد و امیر طبری
- کنسرت ۱۱ اسفند گروه ریزار
- کنسرت ۲۹ اسفند گروه آریان در مالزی
- تنظیم آلبوم قلبم درد می کنه سعید قاسمی
- نوازنده ویولن آهنگ گریه داره علی حسین‌زاده

### سال ۸۹
- کنسرت ۷ و ۸ مرداد فرهاد جواهر کلام در تهران
- میکس و مسترینگ سه قطعه هفت، از روزی که رفتی، تورو کم دارم گروه آریان
- تنظیم آهنگ خبری نیست گروه زیر بارون
- کنسرت ۲۶ آبان گروه زیر بارون تهران
- تنظیم آهنگ پرواز گروه آریان
- تنظیم آلبوم حس پیام صالحی
- کنسرت آمریکا در مهرماه گروه آریان در شهرهای لس آنجلس، واشینگتن، سن خوزه و نیویورک
- تنظیم آهنگ حس پرواز گروه زیر بارون
- کنسرت ۷ اسفند گروه زیر بارون تهران
- تنظیم آهنگ هر چی خدا بخواد تیتراژ فیلم هر چی خدا بخواد با صدای پیام صالحی
- تنظیم آهنگ کلاغ پر شهاب بخارایی و شاهین ترابی
- تنظیم آهنگ بی خیال از آلبوم یادگاری
- آهنگسازی و تنظیم سه قطعه از آلبوم آخرین ثانیه امیر سام
- تنظیم آهنگ دیونم کن سامان آراسته

### سال ۹۰
- تنظیم آلبوم لپ قرمزی (ویژه کودکان)
- کنسرت ۲۳ و ۲۴ اردیبهشت حمید عسکری در زنجان
- نوازنده ویولن آلبوم انکار علیرضا موسوی
- کنسرت ۶ خرداد گروه زیر بارون تهران
- کنسرت ۸ تیر پیام صالحی تهران
- تنظیم آهنگ به خدا عاشقت هستم پیام صالحی در آلبوم خاص
- کنسرت ۲۴ مهر حمید عسکری تهران
- کنسرت ۲ آبان حمید عسکری تهران
- نوازنده کیبورد و تنظیم آلبوم اولین آلبوم کامران و کامیار علامه
- تنظیم آهنگ عاشقم باش بهنام نجفی
- کنسرت ۳ و ۴ اسفند حمید عسکری در اراک
- کنسرت حمید عسکری در زاهدان
- تنظیم آهنگ بیا پیشم سام نعمتی
- کنسرت ۲۹ اسفند حمید عسکری مالزی

### سال ۹۱
- کنسرت ۹ فروردین حمید عسکری شیراز
- نمایشگاه کتاب، رونمایی از کتاب تنها شدم وای مجموعه ترانه‌های فرید احمدی[۱۲]
- کنسرت ۳۰ اردیبهشت حمید عسکری تورنتو
- کنسرت ۴ تیر حمید عسکری کیش
- تنظیم آهنگ‌های آشوب و تا حالا عاشق شدی بنیامین بهادری
- کنسرت ۲۱ تیر بنیامین تهران
- کنسرت ۲۲ تیر حمید عسکری تهران
- کنسرت ۲۸ تیر بنیامین تهران
- میکس و مسترینگ و نوازنده ویولن آهنگ تورو می‌بخشم سهراب پاکزاد
- کنسرت ۲ شهریور بنیامین کیش
- کنسرت ۲۹ شهریور یادمان ناصر عبداللهی کیش
- تنظیم تک آهنگ گریه در ماه بنیامین بهادری
- مصاحبه با ترانه ماه
- تنظیم آهنگ من اینو خوب می دونم رضا صادقی و خشایار اعتمادی
- تنظیم آهنگ هی وحید حامد
- تنظیم آهنگ نگو نه سهراب پاکزاد
- میکس و مسترینگ آهنگ‌های بن‌بست و برای خونه دلتنگم تیتراژ سریال دختران حوا
- کنسرت ۲۱ مهر حمید عسکری تهران
- کنسرت ۱۱ آبان بنیامین تهران
- کنسرت ۱۳ آبان بنیامین بندرعباس
- تنظیم آهنگ یاد تو محسن همتی
- کنسرت ۲۱ آبان سهراب پاکزاد تهران
- کنسرت ۲۲ آبان حمید عسکری تهران
- کنسرت ۲۸ بهمن بنیامین لندن
- میکس و مسترینگ آهنگ ترانه خون علی معصومی
- میکس و مسترینگ آهنگ ی کمی حساسم محسن افراسیابی
- تنظیم آلبوم اعتراف محسن همتی
- کنسرت ۱۱ و۱۲ اسفند حمید عسکری بندر عباس
- کنسرت ۱۴ اسفند حمید عسکری ماهشهر
- تنظیم آهنگ هفته عشق بنیامین بهادری
- کنسرت ۲۱ اسفند بنیامین کیش

### سال ۹۲
- کنسرت‌های بنیامین بهادری در فرودین‌ماه در شهرهای هامبورگ، استکهلم، امستردام، کلن
- کنسرت ۱۵ فروردین بنیامین کیش
- نوازنده ویولن آهنگ نگران من نباش امیر احمد
- کنسرت ۲۱ اردیبهشت حمید عسکری لس آنجلس
- کنسرت ۲۷ اردیبهشت بنیامین بهادری در تهران در ۵۳امین کنگره دندان پزشکی
- کنسرت ۱۸ مرداد بنیامین کیش
- آهنگساز و تنظیم کننده آهنگ اشتباهه رضا سرلک
- تنظیم آهنگ شک وحید حامد[۱۳]
- کنسرت ۳۱ مرداد بنیامین ساری
- کنسرت ۱ شهریور حمید عسکری تهران
- کنسرت ۱۲ شهریور بنیامین دریاچه چیتگر
- کنسرت ۲۰ شهریور حمید عسکری کیش
- کنسرت ۲۳ و ۲۴ شهریور بنیامین شیراز
- کسرت ۲۶ شهریور حمید عسکری دریاچه چیتگر
- میکس و مسترینگ آهنگ ماه من وحید حامد
- کنسرت ۵ مهر حمید عسکری در بافق یزد
- کنسرت مهرماه بنیامین در گرگان
- کنسرت ۱۹ مهر بنیامین منطقه آزاد ارس
- کنسرت ۲۲–۲۳ مهر بنیامین بندرعباس
- کنسرت ۲۵ مهر حمید عسکری کرمان
- کنسرت ۲۶ مهر حمید عسکری تهران
- مصاحبه با ترانه ماه
- کنسرت ۲ آبان بنیامین در کیش
- کنسرت ۳ آبان حمید عسکری اصفهان
- تنظیم ورژن جدید آهنگ آشوب تیتراژ فیلم نازنین
- میکس و مسترینگ آهنگ از هوا پیداست حامد محمودزاده
- کلیپ هفته عشق با ورژن جدید
- کنسرت ۲۷ دی حمید عسکری تهران
- کنسرت ۳۰ دی و ۱ بهمن حمید عسکری ساوه
- تنظیم آهنگ یه خونه بنیامین بهادری
- میکس و مسترینگ سه قطعه از آلبوم خوشبختی حمید عسکری
- ۱۴ اسفند تنظیم فول آلبوم بنیامین ۹۳
- کنسرت ۱۹ اسفند حمید عسکری در تهران
- تنظیم آهنگ بی تو از آلبوم وقتی به تو فکر می‌کنم امین حبیبی
- تنظیم آهنگ راز رضا سرلک
- تنظیم آهنگ می‌میرم با صدای ایمان نامی

### سال ۹۳
- ۲۰ فروردین آهنگسازی و تنظیم آهنگ دستمو بگیر با صدای رضا سرلک
- ۳۰ فروردین اجرا قطعات جادو گیسو و گل یاس در برنامه ویژه روز مادر در تالار وحدت
- ۳۱ فروردین کنسرت خیریه گروه بنیامین در مجتمع آموزشی ساریخانی
- ۳۱ فروردین تنظیم آهنگ عشق احساسه با صدای بنیامین بهادری
- کنسرت ۸ و ۹ اردیبهشت گروه بنیامین بهادری در تهران[۱۴]
- کنسرت ۱۶ اردیبهشت گروه بنیامین بهادری در رشت
- ۱۸ اردیبهشت اعلام نتایج نظر سنجی مجله ترانه ماه و بهترین از نظر آرای مردم

## همکاری
در کارنامه هنری نیما وارسته همکاری با شمار بالایی از هنرمندان عرصه موسیقی پاپ دیده می‌شود که از جمله آن‌ها می‌توان به همراهی با گروه آریان به عنوان نوازنده ویولن، تنظیم آلبوم‌های خواننده‌هایی چون حمید عسکری و خشایار اعتمادی، پیام صالحی و وحید حامد محسن همتی، سهراب پاکزاد، فرهاد جواهر کلام، سامی یوسف و رهبری ارکستر کنسرت‌های حمید عسکری و بنیامین بهادری از جمله فعالیت سال‌های آخر زندگی او بودند. آخرین فعالیت وی حضور در کنسرت بنیامین بهادری بود که در سالن میلاد نمایشگاه بین‌المللی برگزار شد.

## درگذشت
به گفته داریوش صالح‌پور دوست نزدیک او «ساعت ۱۲ شب یکی از همسایه‌های نیما چون رابطه نزدیکی با من داشت با بنده تماس گرفت و خبر داد که وی در استخر به دلیل هوای بسته و گویا نارسایی قلبی دچار حادثه شده‌است.»
و جسد او با حضور پلیس به پزشکی قانونی منتقل شد. مراسم خاکسپاری نیما وارسته ۳۱ اردیبهشت ۱۳۹۳ از محوطه تالار وحدت به سمت قطعه هنرمندان بهشت زهرا با اجرای ویولن میثم مروستی و پیروز ارجمند مدیرکل دفتر موسیقی به عنوان اولین سخنران مراسم تشییع برگزار شد. مراسم سومین روز درگذشت او نیز با حضور افرادی چون بنیامین بهادری و حمید عسکری در مسجد نور واقع در میدان فاطمی برگزار شد.

## دربارهٔ او
- برگزاری کنسرت رشت حمید عسکری به یاد نیما وارسته[۱۱]
- اهدا تندیس «موسیقی ما» در دومین جشن سالانه به «نیما وارسته»[۲۳]
- برگزاری کنسرت بنیامین بهادری به یاد نیما وارسته[۲۴]
- رونمایی از آلبوم «کهکشانی‌ها» بر سر خاک او، نیما وارسته در آلبوم کهکشانی‌ها تنظیم دو قطعه را بر عهده داشت.[۲۵]

## نگارخانه

امیر طبرری و سهراب پاکزاد همراه با علی حسین زاده و نیما وارسته در حال اجرای موسیقی در استودیو ضبط موسیقی زیر بارون

علی حسین زاده و نیما وارسته و سهراب پاکزاد و امیرطبری در استادیو سال ۱۳۸۰